# Curtis Mayfield

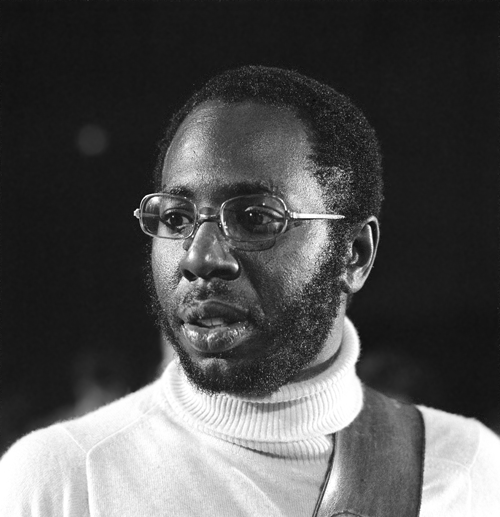
Curtis Mayfield, 1972

Curtis Lee Mayfield (* 3. Juni 1942 in Chicago, Illinois; † 26. Dezember 1999 in Roswell, Georgia) war ein US-amerikanischer Soulmusiker. Er war mit der Band The Impressions und später als Solist erfolgreich. Seine größten Charterfolge sind People Get Ready, Move on Up, Freddie’s Dead und Superfly.

## Werdegang
Mayfield begann sein musikalisches Schaffen früh – bereits mit sieben Jahren sang er zusammen mit Jerry Butler in einem Gospel-Chor. Bald darauf trat er der Band The Alfatones bei. Das Gitarrenspiel und Songwriting brachte er sich selbst bei. 1956 schloss sich Mayfield The Roosters an. Fortan spielte, sang und schrieb er Lieder in wechselnden R&B-Bands in Chicago und New York. Aus The Roosters wurde die Band The Impressions, mit der Mayfield einige seiner bekanntesten Hits hatte, darunter For Your Precious Love, das oft als erste Soulsingle bezeichnet wird, sowie It’s All Right, I’m so Proud, Keep on Pushing, People Get Ready, We’re a Winner und Mighty, Mighty.
Ab 1970 arbeitete Mayfield als Solokünstler sowie mit zahlreichen Soullegenden wie Gladys Knight & the Pips, Aretha Franklin und The Staple Singers. Mit Superfly veröffentlichte er 1972 einen der einflussreichsten Blaxploitation-Soundtracks. 1976 spielte er im Film Short Eyes mit, für den er auch den Soundtrack schrieb und dessen Produzent er war. In der ersten Hälfte der 1970er Jahre erzielte er seine größten Charterfolge mit Liedern wie (Don’t Worry) If There's a Hell Below We’re All Going to Go, Move On Up, Future Shock, Kung Fu sowie Freddie’s Dead und Superfly aus dem Soundtrack zum gleichnamigen Film, seine beiden einzigen Top-10-Erfolge in den USA als Solist. Beide Aufnahmen erhielten darüber hinaus Gold-Auszeichnungen. Ab 1975 war Mayfield nur mehr in den US-amerikanischen R&B-Charts vertreten.
In den 1980er Jahren sanken die Verkaufszahlen seiner neu veröffentlichten Alben. Er tourte jedoch weiterhin durch die ganze Welt. Am 13. August 1990, während eines Open-Air-Auftritts im New Yorker Stadtteil Brooklyn, traf ihn eine von einem Sturm losgerissene Lichttraverse. Er war danach vom Hals abwärts gelähmt, begab sich aber zumindest für kurze Zeitabschnitte noch ins Studio oder komponierte im Krankenbett.
1995 erhielt Mayfield den Grammy Lifetime Achievement Award. 1996 kam sein letztes Album, das 25. Soloalbum New World Order, heraus. Aufgrund seiner Lähmung konnte er nicht mehr Gitarre spielen, sondern nur noch singen. Im Februar 1998 musste sein rechtes Bein aufgrund einer Diabetes-Erkrankung amputiert werden. Am 15. März 1999 wurde er in die Rock and Roll Hall of Fame aufgenommen. Aus gesundheitlichen Gründen konnte er an der Zeremonie nicht teilnehmen. Seine letzte Veröffentlichung war ein Gastauftritt bei der Gruppe Bran Van 3000 auf dem Song Astounded aus deren Album Discosis, das unmittelbar vor seinem Tod aufgenommen wurde und erst posthum 2001 erschien.
Curtis Mayfield starb am 26. Dezember 1999 im North Fulton Regional Hospital in Roswell, Georgia, an Diabetes. Seit seiner Lähmung hatte sich sein Gesundheitszustand kontinuierlich verschlechtert. Mayfield wurde eingeäschert.
Der Rolling Stone listete Mayfield auf Rang 98 der 100 größten Musiker, auf Rang 34 der 100 größten Gitarristen, auf Rang 40 der 100 größten Sänger und auf Platz 78 der 100 größten Songwriter aller Zeiten.

## Diskografie
Studioalben

| Jahr | Titel Musiklabel Katalog-Nr.                      | Höchstplatzierung, Gesamtwochen, AuszeichnungChartplatzierungen (Jahr, Titel, Musiklabel Katalog-Nr., Platzierungen, Wochen, Auszeichnungen, Anmerkungen) | Höchstplatzierung, Gesamtwochen, AuszeichnungChartplatzierungen (Jahr, Titel, Musiklabel Katalog-Nr., Platzierungen, Wochen, Auszeichnungen, Anmerkungen) | Höchstplatzierung, Gesamtwochen, AuszeichnungChartplatzierungen (Jahr, Titel, Musiklabel Katalog-Nr., Platzierungen, Wochen, Auszeichnungen, Anmerkungen) | Anmerkungen |
| Jahr | Titel Musiklabel Katalog-Nr.                      | UK | US | R&B | Anmerkungen |
| ---- | ------------------------------------------------- | --- | --- | --- | --- |
| 1970 | Curtis Curtom 8005                                | UK30 (1 Wo.)UK | US19 Gold · (49 Wo.)US | R&B1 (43 Wo.)R&B | Erstveröffentlichung: September 1970 Produzent: Curtis Mayfield                                                                                              |
| 1971 | Roots Curtom 8009                                 | — | US40 (19 Wo.)US | R&B6 (18 Wo.)R&B | Erstveröffentlichung: Oktober 1971 Produzent: Curtis Mayfield                                                                                                |
| 1972 | Superfly Curtom 8014                              | UK26 (2 Wo.)UK | US1 Gold · (46 Wo.)US | R&B1 (36 Wo.)R&B | Erstveröffentlichung: Juli 1972 Soundtrack zum gleichnamigen Film Produzent: Curtis Mayfield                                                                 |
| 1973 | Back to the World Curtom 8015                     | — | US16 Gold · (26 Wo.)US | R&B1 (25 Wo.)R&B | Erstveröffentlichung: Mai 1973 Produzent: Curtis Mayfield |
| 1974 | Claudine Buddah Records 5602                      | — | US35 Gold · (34 Wo.)US | R&B1 (34 Wo.)R&B | Erstveröffentlichung: April 1974 mit Gladys Knight & the Pips Soundtrack zum gleichnamigen Film Produzent: Curtis Mayfield                                   |
| 1974 | Sweet Exorcist Curtom 8601                        | — | US39 (22 Wo.)US | R&B2 (27 Wo.)R&B | Erstveröffentlichung: Mai 1974 Produzent: Curtis Mayfield |
| 1974 | Got to Find a Way Curtom 8604                     | — | US76 (7 Wo.)US | R&B17 (12 Wo.)R&B | Erstveröffentlichung: November 1974 Produzent: Curtis Mayfield                                                                                               |
| 1975 | (There’s No Place Like) America Today Curtom 5001 | — | US120 (11 Wo.)US | R&B13 (17 Wo.)R&B | Erstveröffentlichung: Mai 1975 Produzent: Curtis Mayfield |
| 1975 | Let’s Do It Again Curtom 5005                     | — | US20 (18 Wo.)US | R&B1 (23 Wo.)R&B | Erstveröffentlichung: September 1975 mit The Staple Singers Soundtrack zum gleichnamigen Film Produzent: Curtis Mayfield                                     |
| 1976 | Give, Get, Take and Have Curtom 5007              | — | US171 (8 Wo.)US | R&B16 (15 Wo.)R&B | Erstveröffentlichung: Juni 1976 Produzent: Curtis Mayfield                                                                                                   |
| 1977 | Never Say You Can’t Survive Curtom 5013           | — | US173 (3 Wo.)US | R&B32 (8 Wo.)R&B | Erstveröffentlichung: März 1977 Produzent: Curtis Mayfield                                                                                                   |
| 1977 | Short Eyes Curtom 5017                            | — | — | R&B59 (3 Wo.)R&B | Erstveröffentlichung: November 1977 Soundtrack zum gleichnamigen Film Produzent: Curtis Mayfield                                                             |
| 1978 | Do It All Night Curtom 5022                       | — | — | R&B52 (6 Wo.)R&B | Erstveröffentlichung: August 1978 Produzent: Curtis Mayfield                                                                                                 |
| 1979 | Heartbeat RSO 3053                                | — | US42 (16 Wo.)US | R&B19 (25 Wo.)R&B | Erstveröffentlichung: Juli 1979 Produzenten: Curtis Mayfield, Bunny Sigler, Norman Harris, Ronald Tyson                                                      |
| 1980 | The Right Combination RSO 3084                    | — | US180 (4 Wo.)US | R&B53 (4 Wo.)R&B | Erstveröffentlichung: Juni 1980 mit Linda Clifford Produzenten: Curtis Mayfield, Bruce Gray, Gil Askey, Norman Harris                                        |
| 1980 | Something to Believe In RSO 3077                  | — | US128 (10 Wo.)US | R&B33 (15 Wo.)R&B | Erstveröffentlichung: Juli 1980 Produzenten: Curtis Mayfield, Gil Askey                                                                                      |
| 1981 | Love Is the Place Boardwalk 33239                 | — | — | R&B39 (24 Wo.)R&B | Erstveröffentlichung: September 1981 Produzenten: Dino Fekaris, Curtis Mayfield                                                                              |
| 1982 | Honesty Boardwalk 33256                           | — | — | R&B49 (10 Wo.)R&B | Erstveröffentlichung: September 1982 Produzent: Curtis Mayfield                                                                                              |
| 1988 | Superfly (Reissue) Curtom 2002                    | — | — | R&B88 (8 Wo.)R&B | Erstveröffentlichung: August 1988 Produzent: Curtis Mayfield                                                                                                 |
| 1990 | Take It to the Streets Curtom 2008                | — | — | R&B59 (17 Wo.)R&B | Erstveröffentlichung: Februar 1990 Produzent: Curtis Mayfield                                                                                                |
| 1990 | The Return of Superfly Capitol 94244              | — | — | R&B72 (9 Wo.)R&B | Erstveröffentlichung: 13. August 1990 diverse Interpreten inkl. fünf Tracks von Curtis Mayfield Soundtrack zum gleichnamigen Film Produzent: Curtis Mayfield |
| 1996 | New World Order Warner 46348                      | UK44 (2 Wo.)UK | US137 (18 Wo.)US | R&B24 (50 Wo.)R&B | Erstveröffentlichung: 1. Oktober 1996 Produzenten: Brian Fleming, Carlos Glover, Curtis Mayfield, Narada Michael Walden                                      |

Weitere Studioalben
- 1981: Your Precious Love (The Impressions feat. Curtis Mayfield and Jerry Butler; Reissue des Impressions-Albums von 1963; Charly Records 2023)
- 1985: We Come in Peace with a Message of Love (Curtom 2001)
- 2005: Mayfield: Remixed The Curtis Mayfield Collection (Rhino 79542)

### Nachruf
- Neil Strauss: Curtis Mayfield, Conscience-Driven Soul Singer, Dies at 57. In: The New York Times. 27. Dezember 1999 (englisch)

### Musikbeispiele
- Curtis Mayfield: Move on Up (Extended Version) auf YouTube
- Curtis Mayfield: Tripping Out auf YouTube
- Curtis Mayfield: Right on for the Darkness auf YouTube